# Hummelinckiolus parvus
Hummelinckiolus parvus is een hooiwagen uit de familie Samoidae.